# نيل سميث
نيل سميث (بالإنجليزية: Neil Smith)‏ (و. 1966  م) هو لاعب كرة قدم أمريكية، من الولايات المتحدة، ولد في نيو أورلينز، يلعب كطرف دفاعي ‏.

## التعليم
تعلم في McDonogh 35 College Preparatory Charter High School ‏.

## وصلات خارجية
- نيل سميث على موقع مرجع كرة القدم المحترفة.كوم (الإنجليزية)

- نيل سميث على موقع IMDb (الإنجليزية)